# Université d'Évry
Universitatea d'Évry (în franceză Université d'Évry) este o universitate din orașul francez Évry, în departamentul Essonne din regiunea Île-de-France.
Fondată în 1991, instituția avea 10.500 de studenți în 2016. Universitatea este cunoscută pentru cercetările sale genomice. Ea îl numără printre absolvenții săi pe astrobiologul francez Cyprien Verseux.
Universitatea a făcut parte din parteneriatul UniverSud Paris, un Pôle de recherche et d'enseignement supérieur, așa cum a existat până în 2014. După dizolvarea acestor parteneriate, noua organizație-umbrelă a devenit Universitatea Paris-Saclay, a cărei UEVE este de atunci un chestiuni de membru asociat.